# Travis Meyer
Travis Meyer (8 de junio de 1989) es un ciclista australiano. Especialista de la pista, ha sido cinco veces campeón del mundo júnior.

## Biograpfía
Especialista en la pista, Travis Meyer ha sido dos veces campeón del mundo junior en 2006, en persecución por equipos y en la modalidad americana, y después otras tres veces en 2007, en persecución individual, por equipos y en scratch. 
Es hermano de Cameron Meyer, también campeón del mundo de pista. En enero de 2010 ganó el título de campeón de Australia en ruta, a la vez que su hermano lo hacía en la modalidad contra el crono. 

## Palmarés

### Pista
2009
- Campeonato de Australia en persecución por equipos (con Cameron Meyer, Michael Freiberg y Luke Durbridge)

### Ruta
2007
- 1 etapa del Tour de Perth

2008
- Tour de Wellington, más 2 etapas
- Tour de Berlín

2010
- Campeonato de Australia de Ciclismo en Ruta

## Resultados en Grandes Vueltas
| Carrera | Carrera         | 2008 | 2009 | 2010 | 2011 | 2012  | 2013 | 2014 | 2015 | 2016 |
| ------- | --------------- | ---- | ---- | ---- | ---- | ----- | ---- | ---- | ---- | ---- |
|         | Giro de Italia  | ―    | ―    | ―    | ―    | ―     | ―    | ―    | ―    | ―    |
|         | Tour de Francia | ―    | ―    | ―    | ―    | ―     | ―    | ―    | ―    | ―    |
|         | Vuelta a España | ―    | ―    | ―    | ―    | 165.º | ―    | ―    | ―    | ―    |

―: no participa
Ab.: abandono